# (7516) Kranjc
(7516) Kranjc est un astéroïde de la ceinture principale.

## Description
(7516) Kranjc est un astéroïde de la ceinture principale. Il fut découvert le 18 juin 1987 à Bologne par l'observatoire San Vittore. Il présente une orbite caractérisée par un demi-grand axe de 2,31 UA, une excentricité de 0,24 et une inclinaison de 7,6° par rapport à l'écliptique.

## Compléments